# Siphonoperla graeca
Siphonoperla graeca är en bäcksländeart som först beskrevs av Aubert 1956.  Siphonoperla graeca ingår i släktet Siphonoperla och familjen blekbäcksländor. Inga underarter finns listade i Catalogue of Life.